# Воблый, Борис Иванович
Воблый, Борис Иванович (2 августа 1883 — год смерти неизвестен) — украинский общественный деятель на Дальнем Востоке.

## Биография
Родился в селе Великие Бучки (ныне село Сахновщинского района Харьковской области), в семье псаломщика.
Окончил Полтавское духовное училище и духовную семинарию (1904). До 1907 года служил псаломщиком Свято-Николаевской церкви на станции Пограничная (Приморье).
Увлёкся восточными языками и стал студентом японско-китайского отделения Восточного института во Владивостоке. С 1907 по 1909 год — секретарь Студенческой украинской общины. По окончании института работал переводчиком на Сахалине.
Переехал в Харбин, где работал сотрудником управления Китайско-восточной железной дороги. Вступил в Общество российских ориенталистов. Преподавал украинцам японский и китайский языки, а китайцам — русский.
Во время Первой мировой войны был мобилизован в армию. Февральская революция 1917 года застали Воблого на Украине. В 1918 году в качестве представителя Украинского государственного контроля по хозяйственным делам выехал на Дальний Восток.
Впоследствии жил в Японии (город Цуруга), где также преподавал японцам русский язык, и в Китае (города Харбин, Шанхай). С мая 1938 года — заместитель председателя Шанхайской украинской общины. Редактор книги об Украине, вышедшей на японском языке в 1939 году в Харбине. После Второй мировой войны проживал Нью-Йорке (США).
Умер в городе Вашингтон.